# Болоховский район
Болоховский район — административно-территориальная единица в Московской и Тульской областях РСФСР, существовавшая в 1932—1963 годах. Административный центр — город Болохово.
В 1924 году в составе Венёвского уезда Тульской губернии был образован Юдинский район с центром в селе Юдино.
В августе 1925 года райцентр Юдинского района был перенесен на станцию Оболенское, а район переименован в Оболенский район.
12 июля 1929 года Оболенский район был включён в состав Тульского округа Московской области. На тот момент в его состав входили сельсоветы: Алешковский, Анонский, Арсеньевский, Белолипецкий, Больше-Калмыковский, Гамовский, Грецовский, Дедиловский, Демьяновский, Дубковский, Киреевский, Кошинский, Кукуевский, Куракинский, Марьинский, Медвенский, Морковщинский, Нововьевский, Новоселебинский, Огаревский, Петровский и Сергиевский.
1 июня 1932 года в Оболенском районе был образован рабочий посёлок Болохово. 20 октября Морковщинский и Медвенский с/с были переданы в новообразованный Дедиловский район. 10 декабря Алешковский, Белолипецкий, Гамовский, Грецовский, Демьяновский и Дубковский с/с были переданы в Тульский район, а Анонский, Арсеньевский и Кукуевский с/с — в Венёвский район.
10 декабря 1932 года административный центр Оболенского района Московской области перенесён из села Новоселебное при ст.Оболенское в рабочий поселок Болохово, а район переименован в Болоховский район.
22 марта 1934 года был образован р.п. Шварцевский.
26 сентября 1937 года Болоховский район вошёл в состав вновь образованной Тульской области.
13 декабря 1957 года к Болоховскому району была присоединена часть территории упразднённого Тульского района.
1 февраля 1963 года район был упразднён, городские поселения вошли в состав Киреевского промышленного района, а сельские территории разделены между соседними районам.